# Carl Gustaf Folcker
Carl Gustaf Folcker, född 8 augusti 1848 i Jakob och Johannes församling i Stockholm, död 28 november 1904 i Strömstad, var en svensk jurist.
Efter studentexamen 1867 och hovrättsexamen 1871 gjorde han tingstjänstgöring vid Norrviken i Bohuslän och blev vice häradshövding 1874. Under 1874–1883 verkade han vid olika ämbetsverk i Stockholm samt som notarie i Andra kammaren i Riksdagen. År 1886 blev han landskontorist i Karlstad samt auditör vid Värmlands regemente. År 1886 utsågs han till rådman i Filipstad samt slutligen till borgmästare i Strömstad 1891. Folcker blev verkställande direktör vid Strömstad–Skee järnvägsaktiebolag 1901 och utnämnd till riddare av Vasaorden 1903. Folcker avled 1904 efter att ha blivit överkörd av ett lokomotiv i Strömstad.
Folcker var son till sidenfabrikören Johan Fredrik Folcker och Anna Sofia Bogren samt gift 1885 med Klara Andersson (1862–1944). Paret var föräldrar till Jonas, Carl Wilhelm och Ivar Folcker.